# Oligomeris dipetala
Oligomeris dipetala är en resedaväxtart som först beskrevs av William Aiton, och fick sitt nu gällande namn av Muell. Arg. Oligomeris dipetala ingår i släktet pärlresedor, och familjen resedaväxter. Utöver nominatformen finns också underarten O. d. spathulata.